# Bão tuyết & nor'easter ở Bắc Mỹ cuối tháng Một (2022)
Bão tuyết & nor'easter ở Bắc Mỹ cuối tháng Một năm 2022, còn có tên không chính thức là bão mùa đông Kenan bởi đài The Weather Channel (TWC) là một cơn bão tuyết lớn và nor'easter xảy ra ở Bắc Mỹ. Bão đã gây ra những tác động trên diện rộng từ Delaware đến Nova Scotia (dọc bờ biển Đại Tây Dương), với lượng tuyết rơi dày tới 2,5 foot (760 mm).
Gió giật mạnh với vận tốc 99 dặm Anh trên giờ (159 km/h) đã gây mất điện cho hơn 130.000 cư dân ở các khu vực bị ảnh hưởng. Ít nhất 4 người chết do trận bão tuyết, tất cả đều ở Long Island, trong đó có hai người bị thiệt mạng gián tiếp do tuyết. Cũng may, tác động của cơn bão đã giảm đi vì nó xảy ra vào tối thứ Sáu và thứ Bảy khi các trường học đóng cửa và ít người đi lại. Tổng thiệt hại ít nhất là 50 triệu USD.

## Lịch sử khí tượng và ảnh hưởng

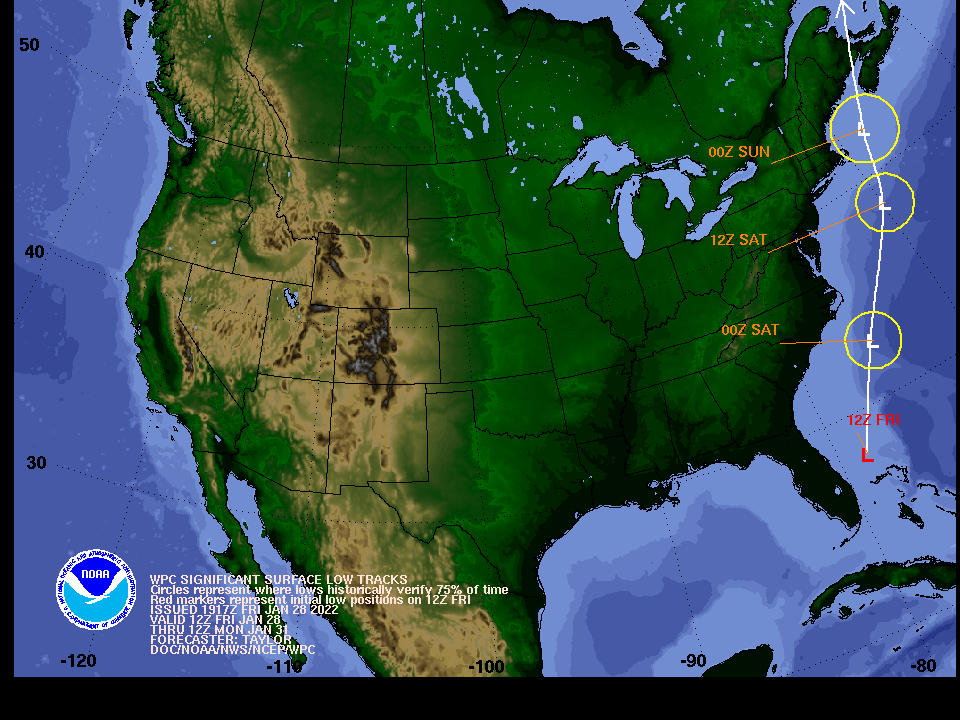
Biểu đồ thể hiện đường đi của bão tuyết & nor'easter ở Bắc Mỹ cuối tháng Một (2022). Các chữ "" trên biểu đồ chính là vị trí tâm bão trong các khoảng thời gian được ghi màu đỏ.

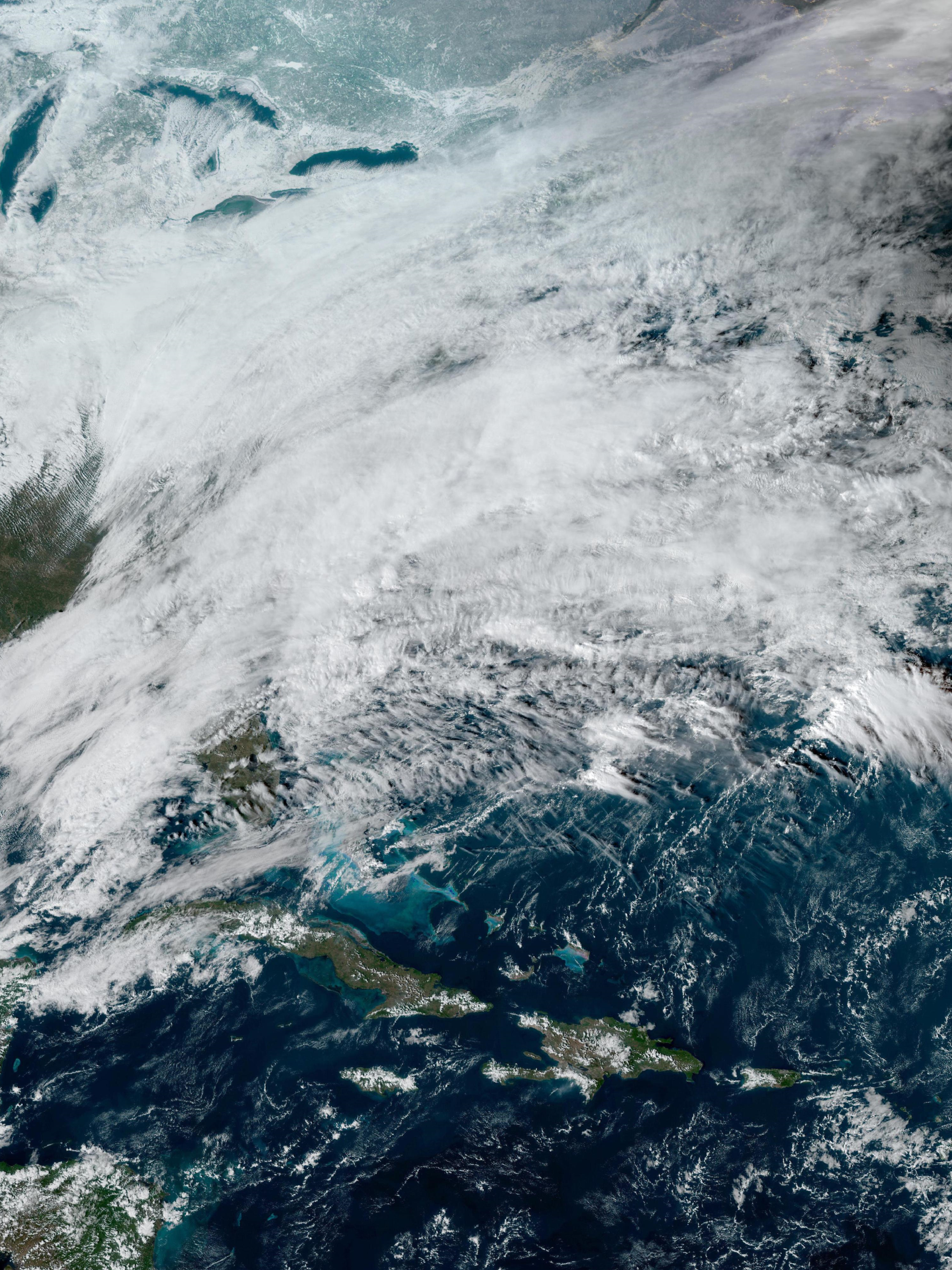
Áp thấp ngoài nhiệt đới hình thành ở phía Đông Nam Florida, trước khi mạnh lên thành bão tuyết.

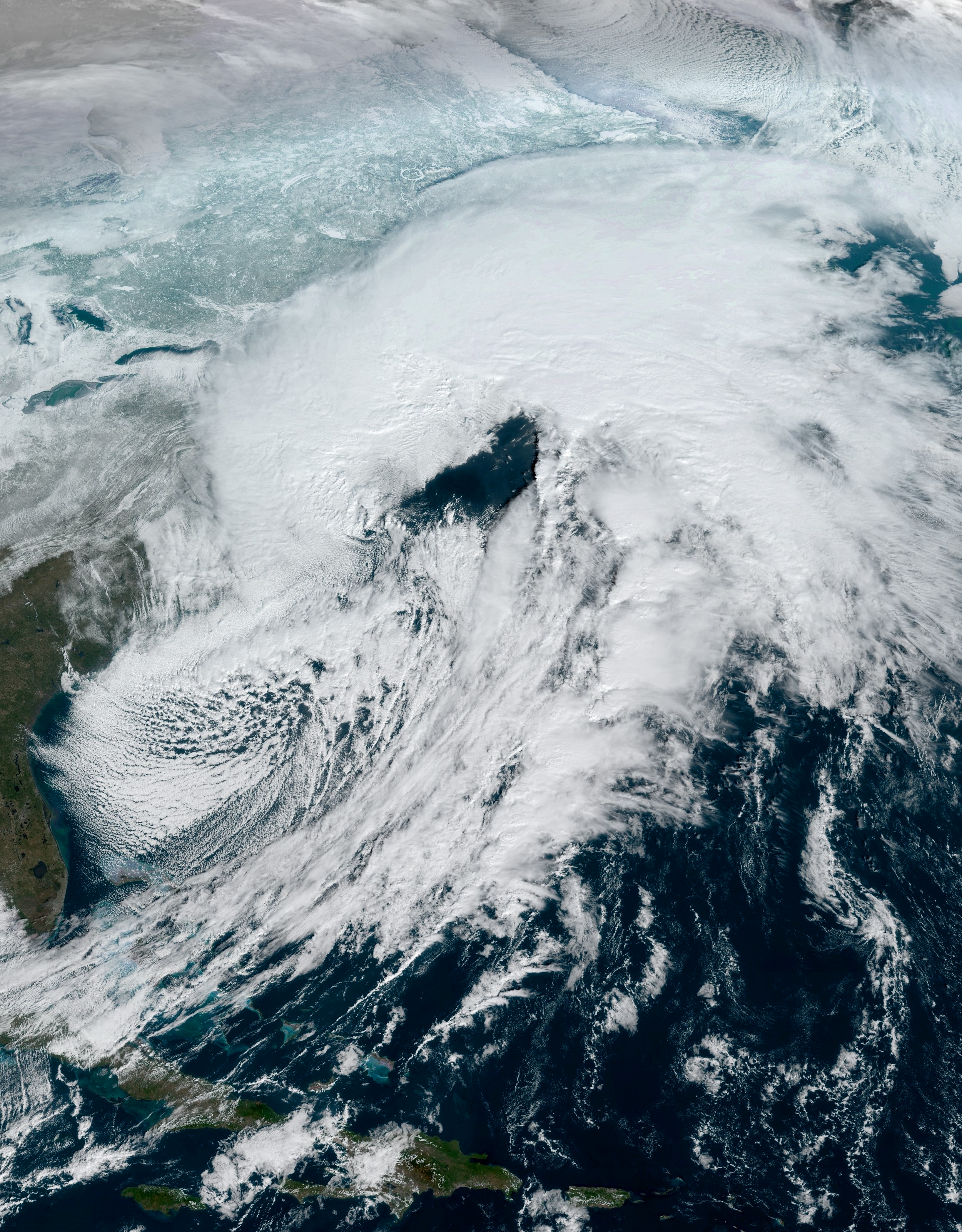
Bão tuyết & nor'easter ở Bắc Mỹ cuối tháng Một đạt cường độ cực đại.

Vào ngày 27 tháng 11, một vùng áp thấp ngoài nhiệt đới đã hình thành ở vùng biển phía Đông Nam của bang Florida, Hoa Kỳ. Áp thấp di chuyển về phía Đông Bắc và mạnh lên nhanh chóng thành nor'easter. Do điều kiện thuận lợi trên cao – với áp suất giảm từ 1.001 millibar (29,6 inHg) lúc 00:00 UTC ngày 29 tháng 1 xuống 972 millibar (28,7 inHg) lúc 18:00 UTC cuối ngày hôm đó, mức 29 millibar (0,86 inHg), do vậy có thể gọi đây là một sự hình thành xoáy thuận bùng nổ hay "bom bão". Bão đạt cường độ cực đại vào ngày 29 tháng 1. Sau đó, bão di chuyển ra biển vào ngày 30 và dần dần suy yếu. Đến ngày 31 tháng 1, bão tan.
Điều kiện bão tuyết đã được xác nhận tại nhiều địa điểm ở New England, bao gồm Providence, Boston và Worcester. Boston đã ghi nhận ngày có tuyết rơi nhiều nhất vào tháng 1, đồng thời cũng lập kỷ lục tuyết rơi trong một ngày so với kỷ lục trước đó là bão tuyết ở Bắc Mỹ năm 2003, với lượng tuyết rơi là 23,5 inch (600 mm). Gió giật mạnh với vận tốc 99 dặm Anh trên giờ (159 km/h) đã gây mất điện cho hơn 130.000 cư dân ở các khu vực bị ảnh hưởng. Ít nhất 4 người chết do trận bão tuyết, tất cả đều ở Long Island, trong đó có hai người bị thiệt mạng gián tiếp do tuyết. Cũng may, tác động của cơn bão đã giảm đi vì nó xảy ra vào tối thứ Sáu và thứ Bảy khi các trường học đóng cửa và ít người đi lại. Tổng thiệt hại ít nhất là 50 triệu USD.

## Chuẩn bị và đối phó
Cảnh báo bão mùa đông đã được đưa ra cho các bang dọc theo Bờ Đông Hoa Kỳ từ South Carolina đến Maine, bao gồm các thành phố New York, Philadelphia và Providence, trong khi cảnh báo bão tuyết được đưa ra cho các khu vực ven biển từ Delaware đến Maine, bao gồm Boston và Thành phố Atlantic. Tại Canada, cảnh báo bão mùa đông đã được đưa ra cho New Brunswick, Đảo Hoàng tử Edward và Nova Scotia. Khoảng 1200 chuyến bay đã bị hủy bỏ trên toàn nước Mỹ trước cơn bão. Amtrak đã hủy hầu hết các chuyến tàu dọc theo Washington-to-Boston Corridor vào ngày 29 tháng 1 và hủy hầu hết các chuyến tàu giữa New York và Boston vào ngày 30 tháng 1 trong khi giảm dịch vụ đến các điểm về phía tây vào ngày 29 tháng 1.

### Đông Nam Hoa Kỳ
Bang Virginia đã ban bố tình trạng khẩn cấp từ ngày 27 tháng 1 để chuẩn bị ứng phó với cơn bão. Vào ngày 28 tháng 1, Hampton Roads Transit, cung cấp dịch vụ vận chuyển bằng xe buýt và đường sắt ở khu vực đô thị Newport News - Virginia Beach - Norfolk, đã hủy dịch vụ vào ngày 29 tháng 1.

### Các tiểu bang Trung-Đại Tây Dương

#### Delaware và Maryland
Tại Delaware, Thống đốc John Carney đã ban bố tình trạng khẩn cấp đối với các quận Kent và Sussex, đồng thời ủy quyền cho Lực lượng Vệ binh Quốc gia Delaware hỗ trợ. Ngoài ra, Hạn chế Lái xe Cấp 2 đã được ban hành cho các quận Kent và Sussex trong khi Cảnh báo Lái xe Cấp 1 được ban hành cho quận New Castle có hiệu lực từ 10 giờ tối ngày 28 tháng 1.
Tại Maryland, Thống đốc Larry Hogan đã ban bố tình trạng khẩn cấp cho chín quận ở Bờ Đông và đã huy động Lực lượng Vệ binh Quốc gia Maryland hỗ trợ. Cảnh báo bão tuyết đã được ban hành cho các quận Somerset, Wicomico và Worcester.

#### New Jersey và Pennsylvania
Các tuyến đường chính ở New Jersey như Xa lộ Liên tiểu bang 95 và Xa lộ Liên tiểu bang 78 đã được Sở Giao thông Vận tải New Jersey xem xét từ ngày 26 tháng 1. Các quan chức ở Thành phố Atlantic thông báo lệnh cấm đậu xe sẽ có hiệu lực lúc 5 giờ chiều ngày 28 tháng 1, và sẽ mở nơi trú ẩn. Thống đốc Phil Murphy cũng ban bố tình trạng khẩn cấp cùng ngày, kêu gọi người dân tránh ra đường. New Jersey Transit đã đình chỉ tất cả các dịch vụ xe buýt trong ngày 29 tháng 1 do cơn bão.
Ở Pennsylvania, một cảnh báo bão mùa đông đã được đưa ra. Thành phố Philadelphia đã ban bố tình trạng khẩn cấp có hiệu lực từ 7 giờ tối ngày 28 tháng 1.

### Đông Bắc Hoa Kỳ

#### New York
Thống đốc New York Kathy Hochul ngày 28 tháng 1 đã kêu gọi người dân, đặc biệt là những người ở xa hơn về phía đông ở khu vực Long Island, chuẩn bị ứng phó với gió lớn, mất điện và tuyết rơi dày. Người dân cũng được khuyến cáo không đi du lịch vào lúc cao điểm của cơn bão. Ông cũng ra lệnh rằng các tài sản khẩn cấp của tiểu bang phải sẵn sàng trong trường hợp bão di chuyển về phía tây. Tại Long Island, các đội của Public Service Enterprise Group đã chặt, tỉa cành cây nhằm ngăn chặn tình trạng mất điện do tuyết đè lên cành cây và gãy đổ, làm hư hại hệ thống điện. Đường sắt Long Island đã đình chỉ dịch vụ vào ngày hôm sau và Đường sắt Metro-North đã đình chỉ dịch vụ trên hầu hết các tuyến đường và cung cấp dịch vụ giảm giá trên các tuyến còn lại.

#### New England
Tại Boston, Massachusetts, các quan chức đã cảnh báo lượng tuyết dày tới 30 inch (76 cm) vào đầu ngày 29 tháng 1. Sáng sớm ngày 28 tháng 1, cảnh báo bão tuyết đã được đưa ra cho Rhode Island, vùng duyên hải New Hampshire, Đông Massachusetts và phần lớn Maine. Một số bang tương tự cũng ban hành lệnh khẩn cấp về tuyết và cấm đỗ xe ở các thị trấn và thành phố nhỏ.